# Ernst-Bloch-Zentrum

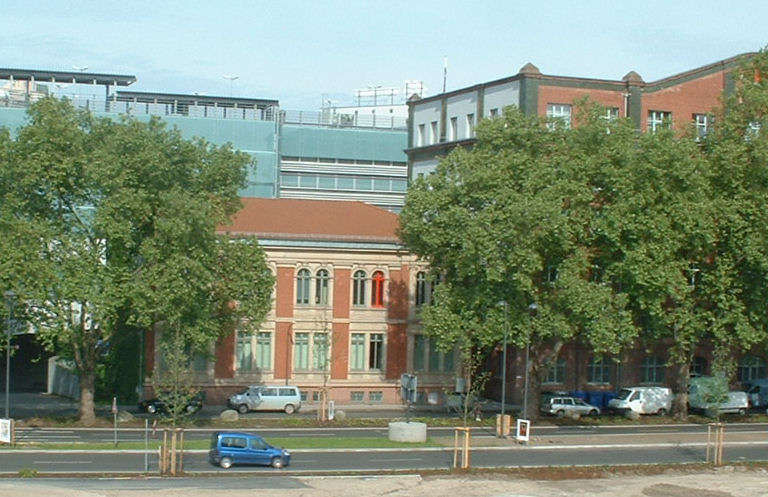
Ernst-Bloch-Zentrum, 2001

Das Ernst-Bloch-Zentrum ist eine durch die Stadt Ludwigshafen am Rhein getragene und durch die „Stiftung Ernst-Bloch-Zentrum“ geförderte Einrichtung mit kulturellem, wissenschaftlichem sowie bildungspolitischem Auftrag. Das Ernst-Bloch-Zentrum wurde im November 2000 im Gedenken an den deutschen Philosophen Ernst Bloch (1885–1977) in dessen Geburtsstadt Ludwigshafen am Rhein gegründet. Es befindet sich in der historischen Direktorenvilla der Walzmühle (Ludwigshafen).
Das Zentrum besteht aus einer Dauerausstellung, die das Leben und die zentralen Themen des Philosophen Ernst Bloch dokumentiert, sowie einem Archiv mit dem Nachlass Blochs. Im Zukunftsforum des Ernst-Bloch-Zentrums werden regelmäßig Veranstaltungen zu konkret-utopischen Themen der Gesellschaft angeboten.
Im Ernst-Bloch-Zentrum wird alle drei Jahre, zusammen mit der Stadt Ludwigshafen, der Ernst-Bloch-Preis verliehen.

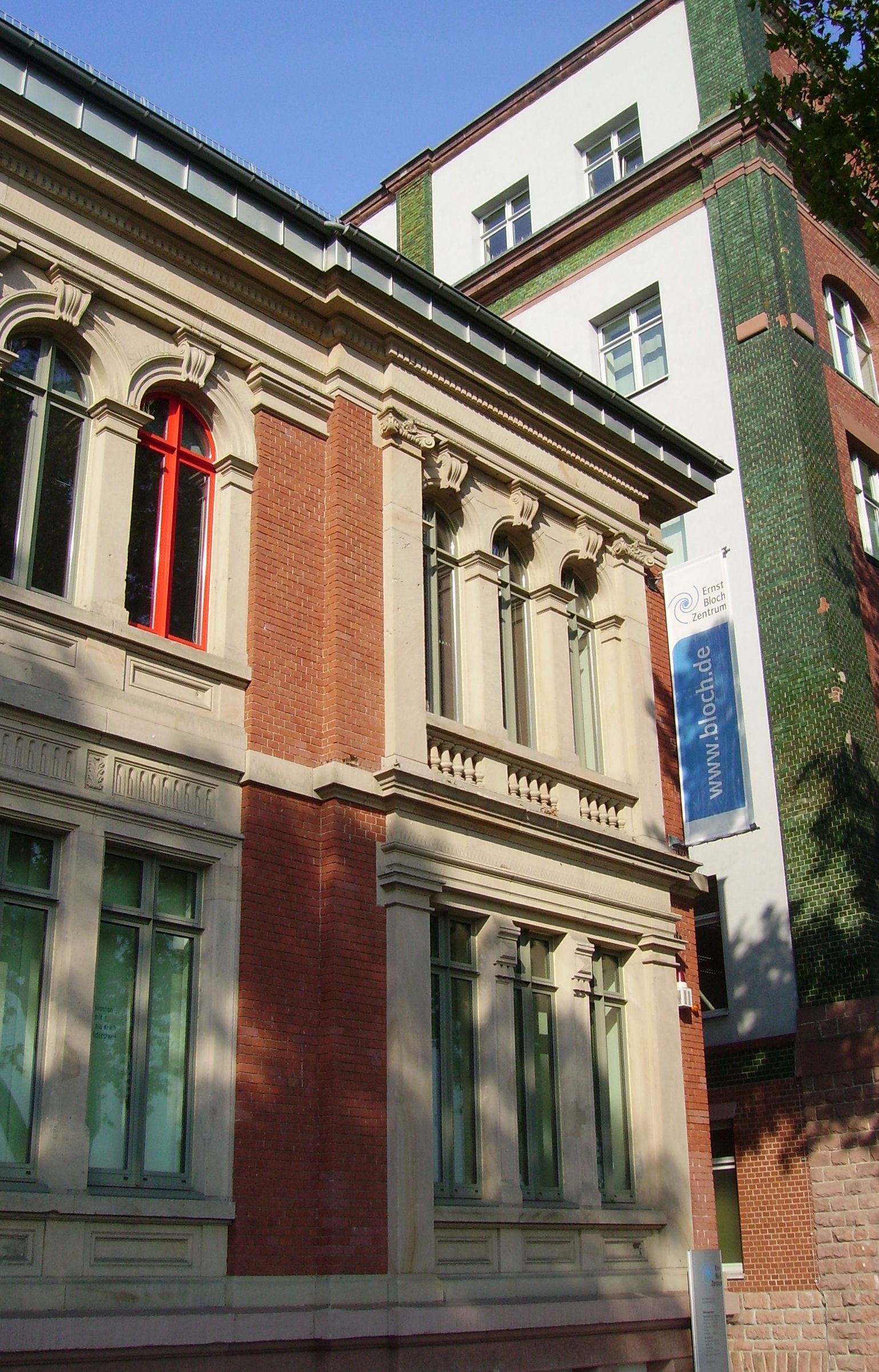
Ernst-Bloch-Zentrum

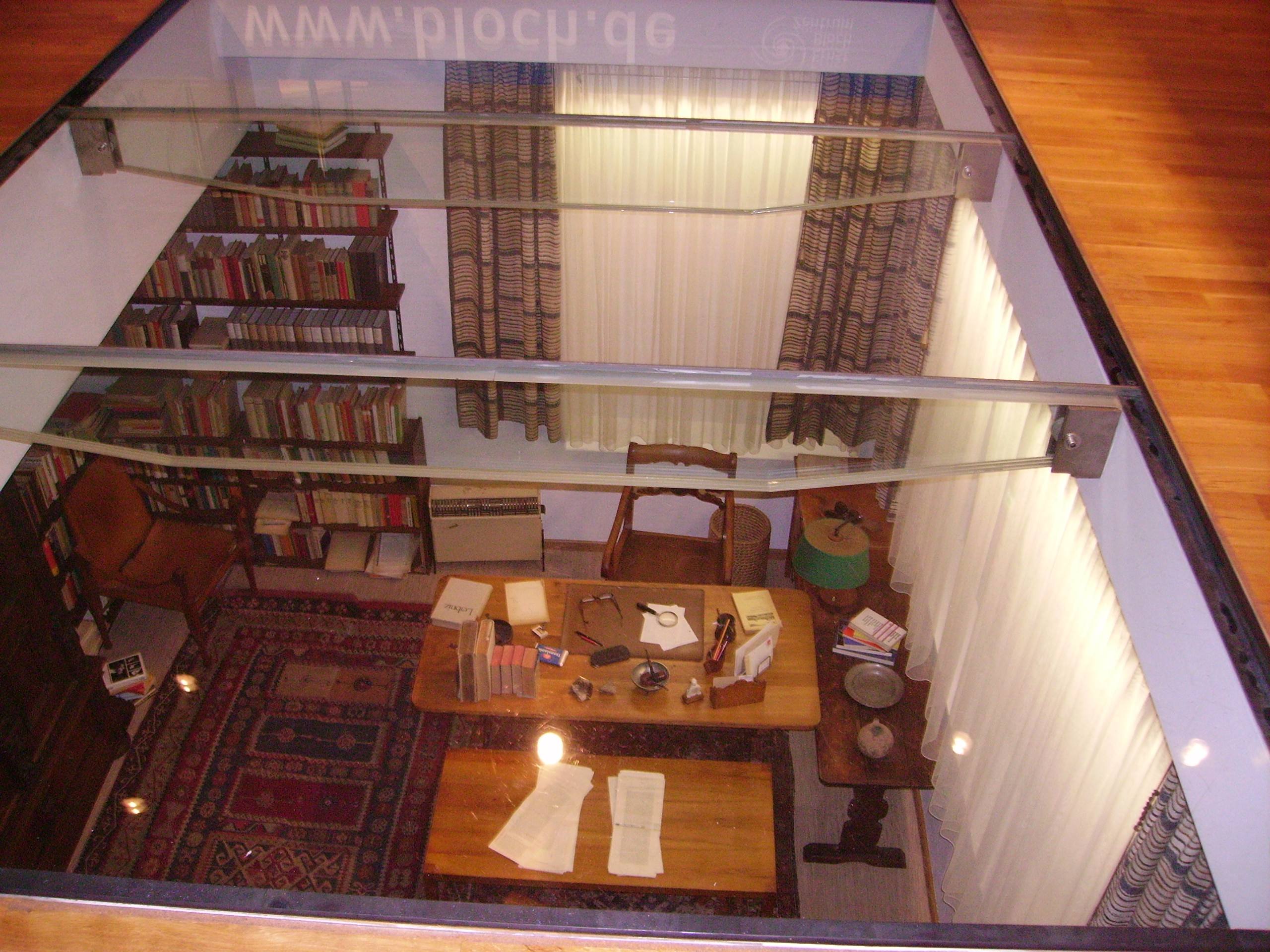
Arbeitszimmer Ernst Blochs von oben